# Aeroslitta
L'Aeroslitta è un tipo di motoslitta la cui propulsione è fornita da un'elica. Le aeroslitte furono utilizzate prevalentemente a scopo militare sui fronti russo e russo-finnico della seconda guerra mondiale.

## Aeroslitte in Russia
La Russia può essere considerata la patria delle aeroslitte. In russo esse sono note come aэросани (pronuncia: aerosani), che significa letteralmente aeroslitta.
Grazie alla grande mobilità su ghiaccio e neve questi veicoli trovarono impiego sia in campo civile, per il trasporto di passeggeri e posta, sia in campo militare dove servirono principalmente a mantenere le comunicazioni tra le varie unità e a rifornire di munizioni, carburante e generi di prima necessità le truppe impegnate in operazioni. Vennero costruite anche aeroslitte armate per impiego diretto in battaglia oppure adibite ad ambulanza per il trasporto dei feriti.

### Storia
Il primo veicolo di questo tipo fu costruito dal pioniere dell'aviazione Igor' Ivanovič Sikorskij, tra il 1909 ed il 1910. Sikorskij, che intendeva studiare la propulsione ad elica per applicazioni aeronautiche, sperimentò almeno tre tipi di motori a scoppio.
 Ideale per affrontare le grandi distese innevate della Russia, l'aeroslitta cominciava ad affermarsi come mezzo di trasporto civile e per diporto, mentre il ruolo militare fu inizialmente molto marginale.
Nel 1912 la Russo-Baltique avviò la prima produzione in serie di una aeroslitta.
Dopo l'esperienza della prima guerra mondiale e di due inverni (1918 e 1919) particolarmente nevosi che misero in crisi le comunicazioni, il neonato regime bolscevico decise di istituire una "Commissione per il coordinamento della progettazione delle aeroslitte" (KOMPAS), presieduta da N. R. Briling nel ruolo di direttore e da N. E. Zhukovskiy nel ruolo di direttore scientifico. Tra gli altri facevano parte della commissione l'ingegnere aeronautico Andrej Nikolaevič Tupolev, che avrebbe in seguito diretto l'OKB 156 divenuto poi l'attuale azienda aeronautica Tupolev.
La Commissione fu impegnata in attività di ricerca, sviluppo dei processi di produzione, progettazione e sperimentazione delle aeroslitte per impieghi militari. Nel settembre del 1919 fu realizzata un primo lotto di quaranta aeroslitte, mentre all'inizio dell'anno successivo iniziarono i lavori per lo sviluppo della serie BK. Le slitte di questo tipo furono impiegate con successo dall'Armata Rossa nella soppressione della tristemente nota rivolta di Kronštadt del 1921.
Oltre a queste nuovi mezzi, le forze armate continuarono ad utilizzare le vecchie aeroslitte, ancora efficienti, ereditate dalla Russia zarista che venivano impiegate per le comunicazioni, per il trasporto di viveri e munizioni al fronte dove non esistevano strade e per l'evacuazione dei feriti.
Dal 1923 la progettazione delle aeroslitte venne guidata da due istituti statali, che seguirono due filosofie differenti: il NAMI (l'Istituto di ricerca scientifica automobilistica dell'Ordine Centrale del Nastro Rosso) e lo TsAGI (ЦАГИ, Istituto centrale di aeroidrodinamica). Mentre il primo preferiva sviluppare slitte in legno, il secondo iniziò a progettare slitte in metallo, all'epoca innovative, come le ANT-III, ANT-IV ed ANT-V.
Le aeroslitte furono impiegate in svariate spedizioni artiche dal 1932 al 1935, a Novaja Zemlja e nella baia di Tiksi. Nel 1935 due slitte di serie con motore stellare Shvetsov M-11 parteciparono ad una competizione nazionale sovietica per aeroslitte e veicoli tuttoterreno, percorrendo oltre 3000 km e dimostrando una eccezionale mobilità sui terreni innevati.
Durante la guerra d'inverno 1939-1940 contro la Finlandia furono impiegate le aeroslitte OSGA-6 (successivamente denominate NKL-6, primo modello della serie NKL) per il trasporto di truppe e munizioni specialmente sui laghi ghiacciati, ma vennero anche impegnate in combattimento.

### Serie ANT
Il primo prototipo della serie ANT (АНТ, in cirillico) fu costruito nel settembre 1919, cui seguirono i modelli dalla ANT-I alla ANT-II progettati dall'ingegnere aeronautico Andrej Nikolaevič Tupolev per il KOMPAS e costruite tra il 1921 ed il 1923.

#### ANT-III
Disegnata da Tupolev, ad ANT-III fu la prima aeroslitta interamente in metallo, risultato della nuova direzione intrapresa dall'Istituto centrale di aerotermodinamica cui furono affidate le sorti del progetto.
L'abitacolo, in lamiera nervata, poteva ospitare tre persone ed appoggiava su tre pattini in alluminio. La nuova slitta era equipaggiata con il motore radiale aeronautico "Le Rhône" da 80 hp di fabbricazione francese. Fu fabbricata anche una versione ANT-IIIbis con motore "Khakke" da 50 HP.

#### ANT-IV

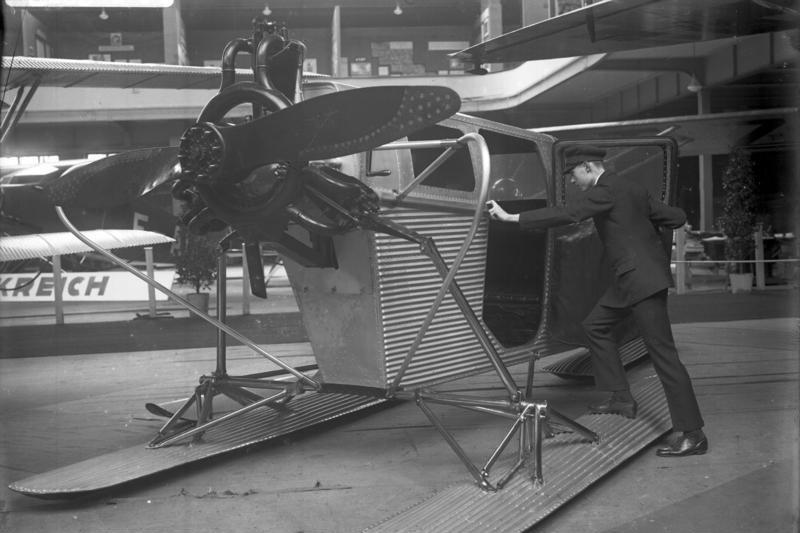
Una aeroslitta ANT-IV equipaggiata con il motore radiale tricilindrico Bristol Lucifer di derivazione aeronautica

Fu progettata da N. A. Andreev e introdotta 1924, era equipaggiata con motore radiale aeronautico a tre cilindri "Lucifer" da 100 hp raffreddato ad aria costruito dalla compagnia britannica Bristol.
La carrozzeria era chiusa, in alluminio nervato e appoggiava su tre pattini di cui quello anteriore era sterzante; l'abitacolo poteva ospitare quattro persone (5 nelle versioni più recenti). Dopo una serie di soddisfacenti test su un lotto di aeroslitte ANT-IV assemblate nella fabbrica dello TsAGI (Istituto centrale di termodinamica), venne avviata la produzione in serie.
Nel 1930 il modello ANT-IV venne impiegato per la prima volta in servizio regolare per il trasporto di passeggeri e posta tra le città di Čeboksary e Kanash, in Ciuvascia. Nei primi 35 giorni vennero trasportati 244 passeggeri e 1132 kg di merci da una slitta ANT-IV che percorreva la distanza di 80 km tra le due città in due ore e mezza contro le 10-12 precedentemente necessarie viaggiando a dorso di cavallo.
A partire dal 1931 il motore tricilindrico Bristol "Lucifer" venne sostituito nella produzione in serie dal motore radiale aeronautico a 5 cilindri M-11 di fabbricazione sovietica.
Nel 1933 viene introdotta la ANT-IVS, versione adibita ad ambulanza della ANT-IV che divenne un insostituibile mezzo di soccorso sia in tempo di pace che in guerra: fu impiegata durante la guerra d'inverno (1939-1940) e sul fronte orientale della seconda guerra mondiale.
Il modello ANT-IV fu quello di maggior successo della serie ANT e fu ampiamente utilizzato, anche per impieghi civili, in Kazakistan, in Siberia, in Tataria e come supporto alle esplorazioni geografiche nella regione artica nel 1934 e 1935. In queste spedizioni la ANT-IV dimostrò di funzionare a temperature fino a 40 °C sottozero realizzando una media di 28 km/h con un carico tra i 700 e i 1000 kg.

#### ANT-V
Le aeroslitte ANT-V erano equipaggiate con motore radiale aeronautico FIAT da 100 hp di fabbricazione italiana.

### Serie ARBES
I modelli ARBES ed ARBES-II furono progettati tra il 1921 e 1923 da A. A. Archangel'skij e B. S. Stečkin sotto la guida del KOMPAS, la Commissione per lo sviluppo delle aeroslitte.

### Serie NKL
Le aeroslitte NKL (НКЛ, in cirillico) erano costruite dalla fabbrica moscovita del NKLes (cirillico: НКЛес) o "Narkomles" (cirillico: Наркомлес), il "Commissariato popolare per le foreste", e sviluppate specificamente per impiego militare.

#### NKL-6
La NKL-6 (НКЛ-6) fu progettata da N. A. Andreev ed inizialmente denominata OSGA-6 in quanto prodotta dall'OSGA (acronimo di Otdel Stroitelstva Glisserov i Aerosanej), il "dipartimento per la costruzione di motoscafi e slitte". Le NKL-16 vennero impiegate nella guerra russo finnica.

#### NKL-16
La NKL-16 era usata prevalentemente come veicolo di trasporto e postale; le NKL-16/41 e NKL-16/42 erano versioni migliorate della NKL-16 per uso militare.

#### NKL-26
L'aeroslitta NKL-26 era dotata di un motore radiale tipo Shvetsov M-11 di fabbricazione sovietica, un 5 cilindri raffreddato ad aria di derivazione aeronautica. Per operare a basse temperature il carburatore era dotato di preriscaldatore dell'aria in ingresso.
Lo scafo era interamente in legno e completamente chiuso, costituito da nervature di legno longitudinali e trasversali chiuse con pannelli di compensato. L'abitacolo poteva ospitare due persone: il conducente ed il comandante che aveva anche funzione di mitragliere. Le NKL-26 erano armate con mitragliatrice DT di calibro 7,62 mm.
La corazzatura era limitata ad uno scudo anteriore a protezione della cabina ed uno sulla mitragliatrice.
La slitta era dotata di quattro pattini su sospensioni indipendenti; la guida avveniva tramite un volante posto nella cabina di guida, sia il treno anteriore che quello posteriore erano dotati di sterzo consentendo un'ottima manovrabilità del veicolo. I pattini potevano essere sostituiti con ruote per l'uso in assenza di neve.

### RF-8-GAZ-98
d

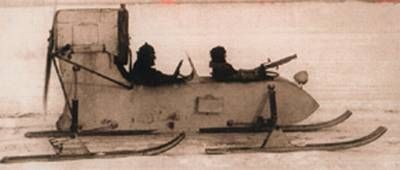
Aeroslitta GAZ-98 (RF-8)

La slitta RF-8, nota in seguito com GAZ-98, fu sviluppata durante la seconda guerra mondiale dall'ufficio progetti del "Narkomrechflot" (la Commissione popolare delle flotte fluviali) sotto la supervisione dell'ingegnere capo M. V. Veselovskij, su richiesta del GKO (il "Comitato di Difesa dello Stato").
Nel 1941 la fabbrica di automobili sovietica di Gor'kij, nota come GAZ, iniziò a costruire le slitte RF-8, che ricevettero il nome di fabbrica di GAZ-98 (ГАЗ-98). In molti documenti sovietici questo modello viene citato con il doppio nome RF-8-GAZ-98. Si trattava di una slitta a scafo semi-aperto privo di corazza, con posto per due persone, spinta da un motore automobilistico GAZ-M-1 da 50 hp (37 kW).
La versione GAZ-98K era equipaggiata con un più potente motore aeronautico Shvetsov M-11 da 110 HP. Le GAZ-98 erano armate con una mitragliatrice da 7,62 mm; il posto del pilota era situato dietro a quello del mitragliere per consentire una visuale libera a quest'ultimo.
Fu costruita anche una versione a cabina chiusa priva di armamento, sulla base della GAZ-98K.
La GAZ-98 fu la prima aeroslitta sovietica ad adottare l'elica in metallo che consentiva al veicolo di attraversare le foreste, dove una tradizionale elica in legno si sarebbe spezzata al contatto con i rami degli alberi.

### Sever-2
Sever-2 (Север-2, in cirillico) fu un tipo di aeroslitta progettata nel 1959 dall'ingegnere aeronautico I. Kamov, derivata dall'automobile GAZ-M20 Pobeda (ГАЗ-М20 Победа, in russo). Si trattava in sostanza di una automobile GAZ-M20 le cui ruote erano sostituite da pattini, nella parte posteriore era montato un motore stellare Ivchenko AI-14 (in cirillico АИ–14) dotato di elica per la propulsione. I pattini potevano essere sostituiti con piccole ruote per l'uso su terreni non innevati. Questo modello di slitta venne progettato per sostituire le ormai vetuste NKL-16 utilizzate per i servizi postali.

### Kamov Ka-30
Ka-30 fu una versatile aeroslitta con carrozzeria chiusa e riscaldata, simile ad un furgone ed equipaggiata con motore АИ-14РС (in alfabeto latino: AI-16SR) costruita dalla Kamov.
I primi 6 prototipi furono costruiti nel 1962 per ordine del Ministero delle Comunicazioni dell'ex-Unione Sovietica e portarono ad alcune migliorie trasferite alla produzione di serie che iniziò nel 1966 presso la fabbrica "Дальмашзавод" ("Dalmaschsawod") al ritmo di 25-30 veicoli all'anno. Per il Ka-30 furono sviluppati pattini in plastica con rivestimento in teflon, che dimostrarono un miglioramento dello scorrimento a temperature prossime ai 0 °C ed evitavano che a seguito di una lunga sosta il veicolo restasse bloccato dal ghiaccio.
Fu costruita nelle versioni minibus, furgone ed ambulanza. In alternativa ai pattini per la neve, poteva montare ruote tradizionali per l'uso estivo oppure galleggianti per muoversi sull'acqua.
Nel 1971 il KGB commissionò una versione ad uso militare, con una torretta per mitragliatrice libera di ruotare con un'ampiezza di movimento di 270 gradi. Questa versione fu dotata del più potente motore М-14.

### Ka-36 Veterok
La Ka-36 Veterok (Ка-36 Ветерок, in cirillico) fu una vettura aeroslitta a due posti per uso privato, rimasta allo stadio di prototipo. Furono costruiti pochi esemplari, ma non arrivò mai alla produzione di serie.

### Altri modelli di aeroslitte sovietiche
- ASD-400, slitta d'assalto pesante
- GGAT-3
- Ka-18
- KM-4 "Purga"
- KM-5

## Aeroslitte in Germania

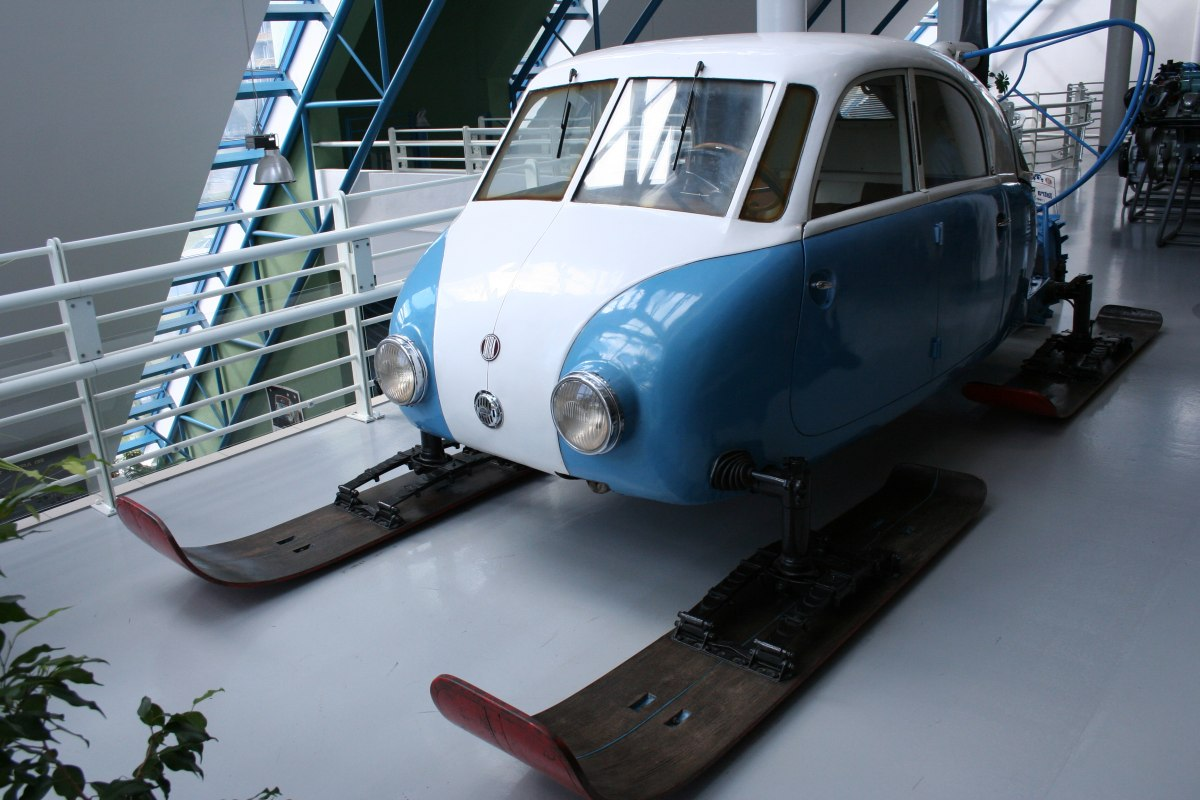
Un esemplare della Tatra V855 conservato al Museo Tatra a Zakopane.

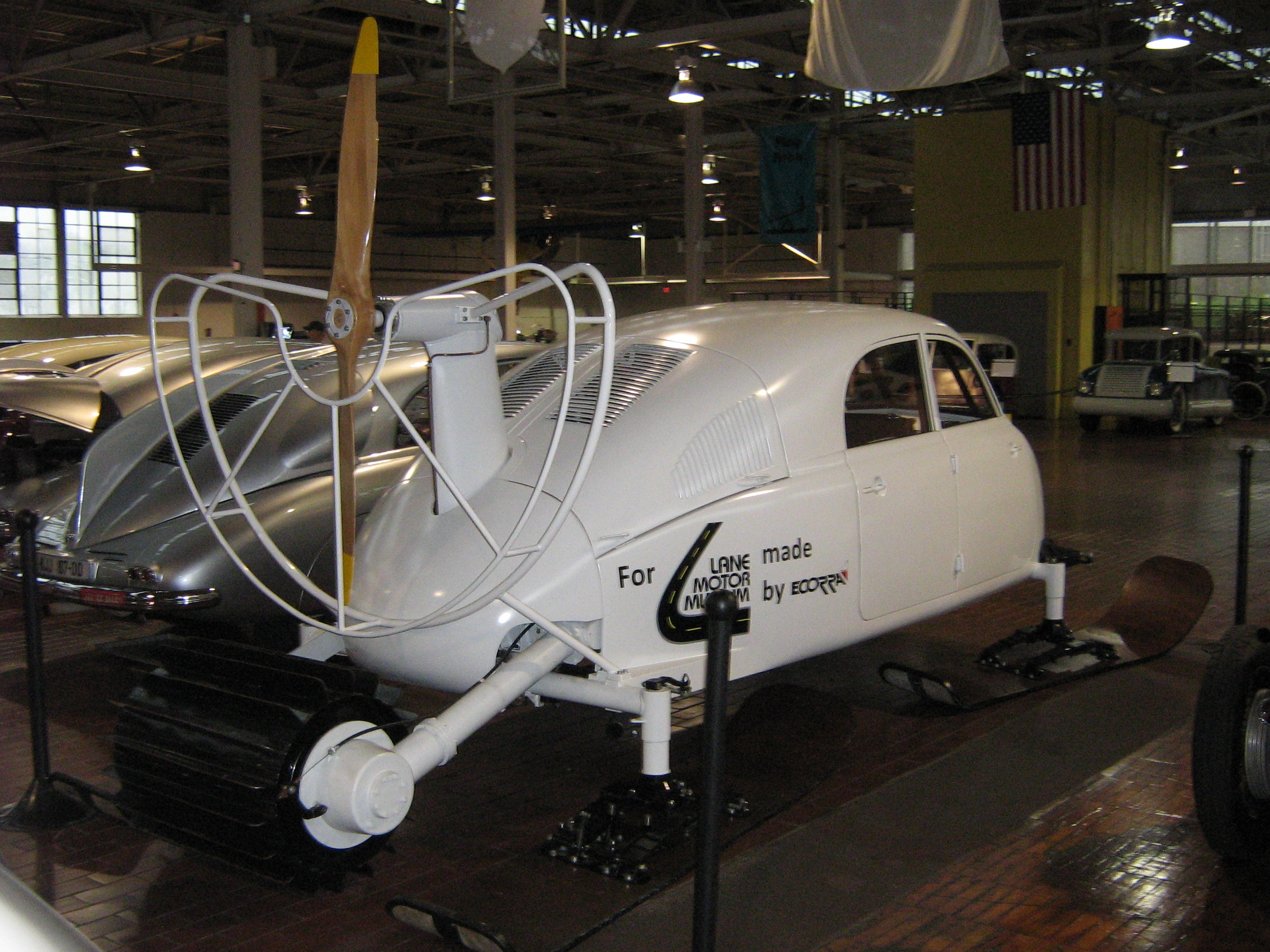
Replica costruita per il Lane Motor Museum di Nashville: notare il tamburo posteriore.

Aeroslitte con carrozzeria chiusa chiamate "Eisbär" (orso polare, in tedesco) furono impiegate nella spedizione polare tedesca in Groenlandia condotta da Alfred Wegener, partita da Copenaghen il 1º aprile del 1930. Le slitte si trovarono più volte in difficoltà e non diedero i risultati sperati.
Durante la seconda guerra mondiale le forze armate naziste utilizzarono sul fronte orientale aeroslitte di fabbricazione sovietica catturate in battaglia. Di fronte alla prospettiva del rigido inverno sovietico, anche la Germania decise di sperimentare i veicoli da neve.

### Tatra V855
La V855 fu un prototipo costruito nel 1942 dalla industria automobilistica Tatra nell'attuale Repubblica Ceca, che in quel periodo era sotto l'occupazione tedesca con il nome di Protettorato di Boemia e Moravia.
Ne furono realizzati soli due esemplari che non portarono mai alla produzione di serie. Particolarità unica di questo veicolo era di poter funzionare sia come motoslitta tradizionale, sia come aeroslitta: infatti lo stesso motore, una versione modificata del motore "T-87", azionava sia un'elica che un tamburo posteriore aderente al terreno. Il tamburo, fornendo trazione meccanica, era utile per affrontare le salite dove la spinta dell'elica poteva essere insufficiente; inoltre consentiva di frenare, permettendo l'utilizzo del veicolo in ambiente urbano. La carrozzeria era di tipo automobilistico, chiusa a quattro porte, e poggiava su quattro pattini tutti sterzanti. Un esemplare è conservato al museo Tatra a Zakopane, in Polonia, mentre una ricostruzione si trova al Lane Motor Museum di Nashville, Tennessee